# سلاجينيلا متقشرة
سلاجينيلا متقشرة وتُعرف أيضًا باسم نبات القيامة، هي نوع من النباتات الصحراوية في عائلة السنيبلات. موطنها الأصلي هو صحراء تشيواوا في الولايات المتحدة والمكسيك. تشتهر السلاجينيلا المتقشرة بقدرتها على البقاء على قيد الحياة في حالة الجفاف الكامل تقريبًا. السلاجينيلا المتقشرة هي نباتات ذات جذور وعائية قادرة على البقاء على قيد الحياة في حالة الجفاف الشديد، ثم تستأنف نشاطها الأيضي الطبيعي عند إعادة الترطيب. يتم التحكم في حركات النبات المستجيبة للرطوبة من خلال محتوى الرطوبة في الجذع وخصائص الأنسجة والتوزيع التدريجي للخلايا الخشبية التي تؤثر على صلابة الجذع المتحدة المركز واللولب. أثناء الطقس الجاف في موطنها الأصلي، تتجعد سيقانها على شكل كرة محكمة، ولا تنكشف إلا عند تعرضها للرطوبة.

## الوصف
السلاجينيلا المتقشرة هي نبات صغير يشبه السرخس له سيقان وأوراق خضراء رقيقة. يشكل النبات حصيرة منخفضة مترامية الأطراف. تنمو السلاجينيلا المتقشرة في التربة الرملية الجافة تحت أشعة الشمس. تتميّز السلاجينيلا المتقشرة بقدرتها على التكيف مع ظروف الجفاف الطويل في بيئتها الطبيعية، وتستخدم استراتيجية فسيولوجية تتمثل في التجفيف والتدحرج إلى الداخل في حالة عدم وجود الماء لتشكيل كرة، ويمكنها البقاء على قيد الحياة مدة تصل إلى عدة سنوات، وبفقدان ما يصل إلى 95% من محتواها من الرطوبة، دون أن تتعرّض لأضرار.
ينتعش النبات من جديد عندما تبدأ الرطوبة الأرضية والجوية بالارتفاع مرة أخرى، حتى بعد مرور وقت طويل على ذبولها، وتستمر في دورة حياتها إذا تم إعادة ترطيبها، وتستعيد بشكل كامل قدرتها على التمثيل الضوئي والنمو. عندما تجف، تصبح أوراقها الجذرية جلدية عند القاعدة، وتظهر بلون بني غامق أو بني فاتح إلى محمر.
تفتح الكرة الجافة بعد ساعات قليلة من رفدها بالماء، وتستعيد الأوراق الجافة لونها الأخضر تدريجيًا. وقد يبقى النبات على قيد الحياة في الرماد البوزولاني ‏ إذا لم تكن الجذور متضررة جدًا، ويحتفظ النبات بالقدرة على امتصاص الماء وتطوير نفسه، حتى بعد سنوات عديدة من وفاته بغض النظر عن مدى جفافه أو تلفه بسبب التركيب البيولوجي الخاص لأوراقه.

## روابط خارجية
- Selaginella lepidophylla www.eFloras.org